# Misión de Santiago de los Coras Aiñiní

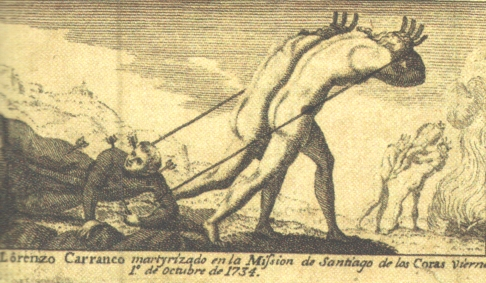
Martirio de Lorenzo Carranco, el 1 de octubre de 1734, durante la Rebelión de los Pericúes en Añiñí.

La Misión de Santiago de los Coras Aiñiní fue fundada por el jesuita italiano Ignacio María Nápoli en 1724, con la financiación del Marqués de Villapuente de la Peña, en el asentamiento que los nativos pericúes llamaban Aiñiní, a unos 40 kilómetros al norte de San José del Cabo, en Baja California Sur (México).
La misión tomó su nombre de los coras, el pueblo nativo de la región ya que al parecer cora era un sinónimo de pericú en una reexaminación de la evidencia (Laylander 1997), porque William C. Massey (1949) interpretaba las fuentes históricas de los jesuitas de modo que los coras aparecían como parte de la familia lingüística guaicura.  
La Misión de Santiago fue el primer objetivo de la Rebelión de los Pericúes del año 1734. Su titular, el padre Lorenzo Carranco, fue asesinado y la construcción fue saqueada. Ignacio Tirsch estuvo al frente de la misión en 1761 y le tocó levantar el nuevo edificio. Luis Sales fue asignado después a la misión el 12 de mayo de 1773. Una reconstrucción comenzó en 1763, pero la misión fue finalmente abandonada en el período dominico, en el año 1795. La población de neófitos fue reubicada en la Misión de San José del Cabo Añuití.